# Декларація митрополита Сергія
Декларація митрополита Сергія (також Декларація 1927 року, офіційна назва «Послання заступника Патріаршого Місцеблюстителя митрополита Нижегородського Сергія і тимчасового Патріаршого Священного Синоду архіпастирям, пастирям і всім вірним чадам Всеросійської Православної Церкви») — документ, офіційно виданий заступником Патріаршого Місцеблюстителя митрополитом Нижегородським Сергієм (Страгородським) і тимчасовим Патріаршим Священним Синодом при ньому, що датується 29 липня 1927 року. Документ крім митрополита Сергія (Страгородського) підписали 8 членів Тимчасового Патріаршого Священного Синоду: митрополит Тверський Серафим (Александров), архієпископ Вологодський Сильвестр (Братановський), керуючий Новгородською єпархією архієпископ Хутинський Алексій (Симанський), архієпископ Самарський Анатолій (Грисюк), архієпископ Вятський Павло (Борисовський), керуючий Московською єпархією архієпископ Звенигородський Філіп (Гумілевський), керуючий Харківською єпархією єпископ Сумський Костянтин (Дьяков), єпископ Серпуховський Сергій (Гришин). Екзарх України, митрополит Київський Михаїл (Єрмаков) документ не підписав, бо перебував в ув'язненні, але його було призначено членом сергіївського «Тимчасового патріаршого Священного Синоду».
Від митрополита Сергія відійшли численні ієрархи з паствою. Сталися церковні розколи — йосифлянський, вікторіанський, ярославський, даниловський, мечовський. Перший з них дістав назву за йменням митрополита Одеського Йосифа (Петрових). У Києві групу йосифлян очолив о. Анатолій Жураковський. У «київській відозві» підкреслювалося, що, приймаючи надзвичайно відповідальні рішення без згоди місцеблюстителя патріаршого престолу митрополита Крутицького Петра (Полянського), який на той час перебував на засланні, й сонму єпископів, митрополит Сергій вийшов за межі своїх повноважень.
Декларація не врятувала життя більшості церковних ієрархів, зокрема, митрополит Костянтин (Дьяков) помер у київському НКВС 9 листопада 1937 під час допиту, Анатолій (Грисюк) помер у табірній лікарні 23 січня 1938. Митрополита Йосифа (Петрових), який відмовився підписати декларацію, було страчено 20 листопада 1937.